# Jogos Internacionais de Aventura do Pantanal
Jogos Internacionais de Aventura do Pantanal é um evento esportivo que ocorre na cidade de Corumbá, em Mato Grosso do Sul no mês de março e que consiste em várias modalidade esportivas:
- Travessia radical
- Corrida de orientação
- Canoagem
- Voo livre
- Corrida de aventura
- Mountain bike

Cada modalidade tem um ganhador.